# TT Raiko Argon 18/Saison 2011
Dieser Artikel listet Erfolge und Mannschaft des Radsportteams TT Raiko Argon 18 in der Saison 2011 auf.

## Erfolge in der Europe Tour
| Datum     | Rennen                 | Kat. | Fahrer       |
| --------- | ---------------------- | ---- | ------------ |
| 23. April | Arno Wallaard Memorial | 1.2  | Arne Hassink |

## Mannschaft
| Name                       | Geburtstag         | Nationalität | Team 2010                  |
| -------------------------- | ------------------ | ------------ | -------------------------- |
| Mathias Belka              | 15. Juni 1986      | Deutschland  | LKT Team Brandenburg       |
| Yannick Bok                | 27. April 1990     | Deutschland  | Neoprofi                   |
| David Charles Brown        | 10. Juni 1988      | Südafrika    | Neoprofi                   |
| Jan Deutschmann            | 7. Mai 1979        | Deutschland  | Neoprofi                   |
| Jannick Gnoth              | 9. April 1990      | Deutschland  | Neoprofi                   |
| Abdelbasset Hannachi       | 2. Februar 1985    | Algerien     | Team Medscheme             |
| Arne Hassink               | 12. August 1984    | Niederlande  | Metec Cycling Team         |
| Adrian Hense               | 21. März 1981      | Deutschland  | Neoprofi                   |
| Dominik Ivo                | 8. März 1988       | Deutschland  | Team Vlassenroot (2008)    |
| Thomas Juhas               | 25. Februar 1990   | Deutschland  | Neoprofi                   |
| Marten Klöpping            | 19. September 1990 | Deutschland  | Neoprofi                   |
| Thomas Koep (ab 1. August) | 15. September 1990 | Deutschland  | Neoprofi                   |
| Patrick Oeben              | 27. Dezember 1991  | Deutschland  | Neoprofi                   |
| Jan Oelerich               | 30. März 1988      | Deutschland  | Neoprofi                   |
| Jan van Puyvelde           | 4. Mai 1982        | Deutschland  | Neoprofi                   |
| Joachim Tolles             | 17. April 1986     | Deutschland  | Team Kuota-Indeland (2009) |

## Platzierungen in UCI-Ranglisten
UCI Africa Tour 2011
|      | Fahrer               | Punkte |
| ---- | -------------------- | ------ |
| 128. | Abdelbasset Hannachi | 8      |

UCI Europe Tour 2011
|      | Fahrer         | Punkte |
| ---- | -------------- | ------ |
| 441. | Thomas Koep    | 35     |
| 963. | Joachim Tolles | 7      |
| 987. | Jan Oelerich   | 6      |